# Porropis
Porropis là một chi nhện trong họ Thomisidae.